# Anton Blanck
Erik Anton Blanck, född 29 december 1881 i Jakob och Johannes församling, Stockholm, död 19 januari 1951 i Uppsala domkyrkoförsamling, Uppsala län, var en svensk litteraturhistoriker och publicist.

## Biografi
Efter studier vid Uppsala universitet, där han bland annat hade Henrik Schück som lärare, blev Blanck 1904 fil. kand. Han doktorerade där 1911 med avhandlingen Den nordiska renässansen i 1700-talets litteratur, och blev därefter 1922 professor i litteraturhistoria vid samma universitet. Han blev professor emeritus 1946.
För avhandlingen belönades han med Vitterhetsakademiens Beskowpris. Han visar i den hur nordiska kulturelement uppkommer i det europeiska 1700-talet under påverkan av liberalismen och Montesquieu och Rousseau, och returnerar i och med den götiska romantiken. Det senare utforskar han vidare i Geijer i England (1914) och Geijers götiska diktning (1920). Förutom Erik Gustaf Geijer har Blanck skrivit om Anna Maria Lenngren (1922, 1948) och Bellman (1941). Som litteraturvetare var Blanck i metodiskt hänseende starkt påverkad av sin lärare Henrik Schück i dennes historiska betraktelsesätt och internationella jämförelser, som kallas genetisk och komparativ metod.
Blanck var politisk medarbetare i Göteborgs Handels- och Sjöfartstidning 1916, och 1918–23 redaktör för tidskriften Forum. Därtill deltog han ofta med artiklar i Samlaren. Han var ledamot av Vitterhetsakademien från 1937 och Kungliga Humanistiska Vetenskapssamfundet i Uppsala från 1922. Blanck var även inspektor för Stockholms nation i Uppsala mellan 1934 och 1947.

### Privatliv
Anton Blanck var son till grosshandlaren Carl Blanck och Ellen Andberg, samt bror till länsarkitekten Nils A. Blanck. Han gifte sig 1922 med Ebba Rydin, och var farfar till professor Dag Blanck. Han är begraven på Uppsala gamla kyrkogård.